# Topeliopsis corticola
Topeliopsis corticola är en lavart som beskrevs av Kalb 2001. Topeliopsis corticola ingår i släktet Topeliopsis och familjen Thelotremataceae.   Inga underarter finns listade i Catalogue of Life.